# Pötenitzer Wiek
Koordinaten: 53° 56′ 51″ N, 10° 53′ 45″ O
Die Untertrave, die Pötenitzer Wiek und der daran anschließende Dassower See bilden ein etwa 40 km² großes mesohalines inneres Küstengewässer in Holstein an der Grenze zu Mecklenburg. Es wird auch „Traveförde“ genannt und vereinigt in sich verschiedene Gewässerformationen. Die ganze Wasserfläche gehört zum Gebiet von Lübeck-Travemünde, Stadtbezirk Priwall. Die östlichen Ufer liegen in Mecklenburg.

## Geografie und Geologie
Der Salzgehalt, der zwischen 5 g/kg und 10 g/kg liegt, weist auf häufige Einströme von Meerwasser aus der Lübecker Bucht hin, womit diese Wasserfläche südlich von Travemünde ebenfalls eine Meeresbucht darstellt. Dass der Salzgehalt deutlich geringer ist als in der Lübecker Bucht (PSU im Februar 2005 bei Boltenhagen oberflächlich 16,8 g/kg und in der Tiefe 19,5 g/kg) und sogar als in der Unterwarnow (10,4–10,8 g/kg), betont den Charakter als Mündungsbereich (Ästuar) von Trave und Stepenitz. Während nahe dem Gewässergrund Salinitäten bis über 9 g/kg gemessen wurden, sind sie oberflächlich zumeist gering. So werden die Untertrave und ihre Nebengewässer auch als „brackwasserbeeinflusste Zuflüsse“ qualifiziert.
Durch glaziale Erosion beim Pommerschen Eisvorstoß der Weichseleiszeit entstanden, kann dieses Küstengewässer als Förde von geringer Tiefe betrachtet werden. Man spricht auch von Traveförde.
Der Priwall als Nehrungshaken, der die Pötenitzer Wiek von der Lübecker Bucht trennt und nur die schmale „Travemündung“ als Seegatt offen lässt, gibt der großen Wasserfläche den Charakter eines Haffs.

## Biotop und Naturschutz
Die Untertrave ist trotz ihrer Funktion als Wasserstraße ein wichtiger Lebensraum für Wasservögel und als solcher gemäß Natura 2000 klassifiziert. Noch wichtiger als Naturraum sind Pötenitzer Wiek und Dassower See. Auf der Pötenitzer Wiek unterliegt der Bootsverkehr Beschränkungen. Die Ufer sind reich an Gebüsch und Schilf, sogar kleine Salzwiesen gibt es. Der Südliche Priwall sowie Wasserfläche, Inseln und Ufer des 8 km² großen Dassower Sees stehen unter Naturschutz.

## Ehemaliger Wasserflugplatz
Bis zum Zweiten Weltkrieg war die Pötenitzer Wiek Start- und Landebahn für Wasserflugzeuge des damals auf dem Priwall bestehenden Flughafens der Lufthansa. Während der Flughafen auf dem Priwall mit einigen Gebäuden heute noch deutlich erkennbar ist und das Hauptgebäude bereits seit dem Jahr 1952 als Schleswig-Holsteinische Seemannsschule wieder benutzt wird,  sind die Ruinen des für die militärische Nutzung in den 1930er Jahren errichteten Luftzeugamt See (oder Luftzeugamt Pötenitz) von der Natur weitgehend überwuchert und schwer auszumachen. Der Name rührt von der mecklenburgischen Ortschaft Pötenitz her, die seit 2004 zur Stadt Dassow gehört. Der alte Anleger ist am Ostufer der Wiek auf Luftbildaufnahmen oder bei Niedrigwasser noch zu erkennen.